# Hardt bei Bernbach
Die Hardt bei Bernbach ist ein Naturschutzgebiet auf dem Gebiet der Gemeinde Freigericht im Main-Kinzig-Kreis in Hessen. Das Naturschutzgebiet liegt östlich des Ortsteils Bernbach direkt an der südlich verlaufenden Landesstraße L 3444.

## Bedeutung
Das 25,85 ha große Gebiet mit der Kennung 1435079 ist seit dem Jahr 1995 als Naturschutzgebiet ausgewiesen.